# Christoph Finkel
Christoph Finkel (* 14. September 1971 in Hindelang) ist ein deutscher Holzbildhauer. Bis 2012 war er als Sportkletterer und Trainer des deutschen Nationalkaders im Bouldern und Sportklettern aktiv.

## Leben

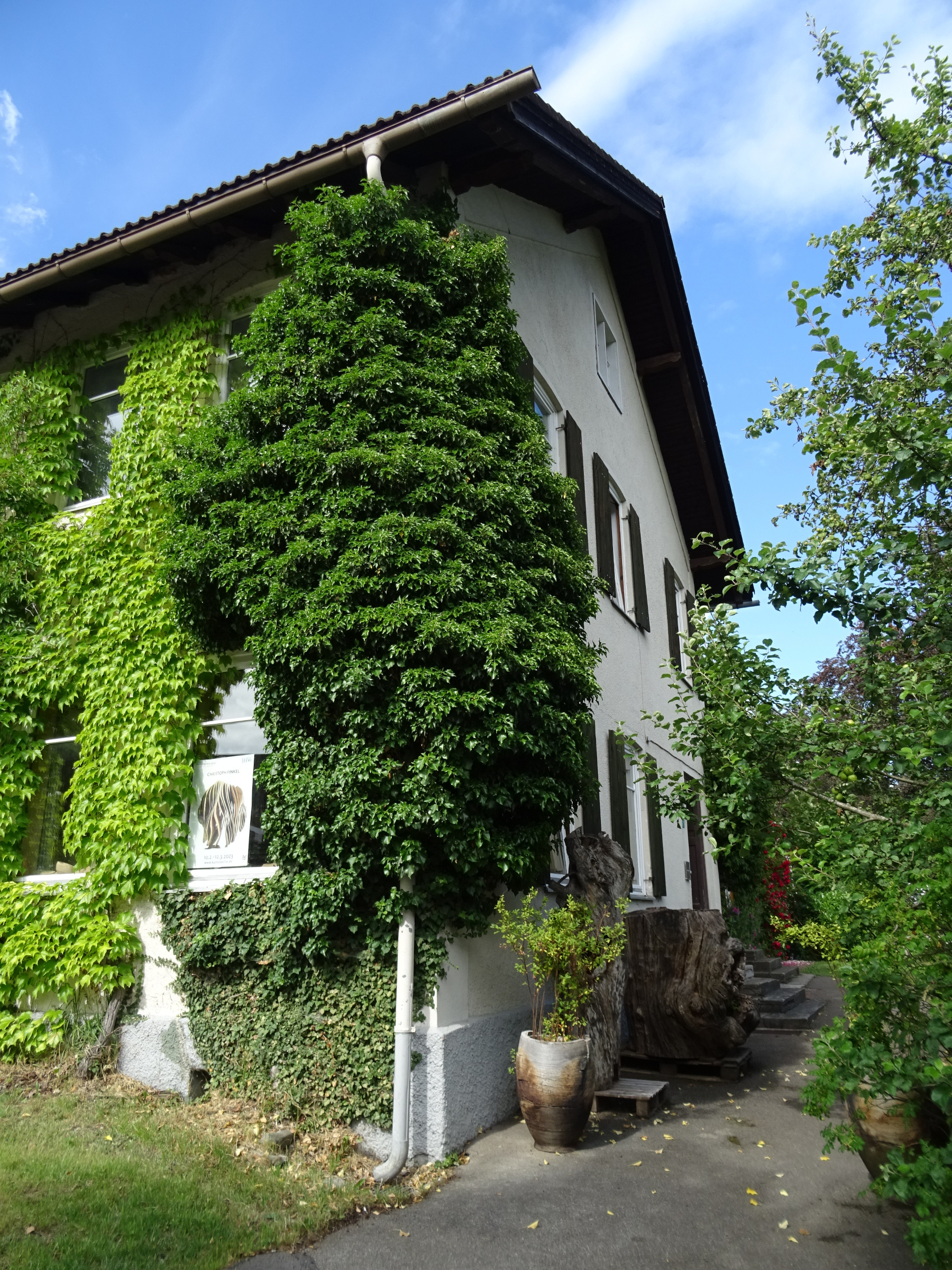
Werkstatt in Vorderhindelang

Finkel wuchs in Vorderhindelang auf und besuchte dort die Schule. Sein Vater Rudolf Finkel war bereits in der dritten Generation Wagner und Schlittenbauer und hatte seinem Sohn das Handwerk der Holzbearbeitung schon in frühester Jugend vermittelt. Nach dem Abitur besuchte er zunächst die Fachschule für Kunsthandwerk und Design Elbigenalp im Lechtal und studierte dann von 1992 bis 1998 Bildhauerei an der Akademie der Bildenden Künste Nürnberg bei Tim Scott.
Beim World Cup in Chamonix lernte er seine Frau Angelica Lind kennen. Die schwedische Klettersportlerin ist in Sri Lanka geboren und erreichte beim Gesamt-Weltcup im Bouldern 2007 selbst den neunten Rang. Nach Stationen in Innsbruck und am Genfersee kehrte Finkel 2012 nach Vorderhindelang zurück. Dort kaufte er 2016 die leerstehende Dorfschule und baute das Erdgeschoss, in dem er einst als Schüler lernte, zur Werkstatt um. Er lebt dort mit seiner Frau und Tochter und arbeitet als freier Künstler. Klettern geht er nach eigenen Aussagen weiterhin mit der Familie.

## Karriere im Profisport
Mit dem Klettern begann Finkel als Jugendlicher in der Jungmannschaft des Deutschen Alpenvereins. 1989 gewann er den Franken-Cup in Nürnberg und war damit für den anschließenden Kletterweltcup dort qualifiziert. Er wurde auf Anhieb Siebter und anschließend in den deutschen Nationalkader berufen. 1992 gewann Christoph Finkel den Deutschen Sportklettercup in Köln, sowie – als damals zweiter Deutscher und einer von bisher vier Deutschen überhaupt – einen Kletterweltcup (in Laval, Frankreich). Er erreichte im Klettern Platz 5 der Weltrangliste. 2000 wurde er zudem Deutscher Meister im Bouldern. 2002 bis 2012 war er Bundestrainer Bouldern und ab 2004 auch Bundestrainer Klettern. 2012 beendete er seine berufliche Tätigkeit im Sport und widmete sich ganz seiner Tätigkeit als Künstler.
Sportliche und künstlerische Laufbahn liefen dabei lange Zeit getrennt voneinander. Während er als Sportkletterer und Trainer erfolgreich war, gewann er gleichzeitig als Künstler erste Preise. Finkel selbst sieht in seiner Leidenschaft für das Klettern und die Bildhauerei aber einen gemeinsamen Hintergrund, den er so erklärt: „Man muss mit dem Baumstamm einen Deal eingehen: Ich will etwas damit machen, und was lässt der Baum, das Material Holz zu? Man findet gemeinsam eine Lösung. Und das wiederum ist auch nichts anderes als das, was du beim Klettern machst: Du gehst an einen Felsen, siehst eine Linie und willst sie klettern. Da fängst du ja auch nicht an, Griffe zu schlagen, nur weil du es nicht besser kannst.“

## Künstlerisches Werk
Finkel arbeitet mit seiner Holzbildhauerei an der Grenze von Kunsthandwerk und Kunst. Was ihn interessiere, seien „passioniert gestaltete Dinge und die Verbindung zu traditionellen Handwerkstechniken“, so Finkel in einem Interview gegenüber dem Magazin Baunetz Interior Design. Entsprechend ist sein Werk sowohl in Kunstausstellungen als auch handwerklich orientierten Messen vertreten.
Bereits mit seinen anfänglich figürlichen Skulpturen gewann er erste Auszeichnungen, so 2006 den Johann-Georg-Grimm-Preis für die Skulptur „Der rosa Pudel“ aus Zirbenholz mit Ölfarbe. Bald wechselte er aber den Stil hin zu gedrechselten skulpturalen Schalen und abstrakten Holzobjekten.
Für seine Werke verwendet er Holz von alten Bäumen aus der Gegend um Bad Hindelang, die durch Stürme, Lawinen oder aufgrund von Altersschwäche gefällt wurden. Die Baumstämme holt er meist selbst aus dem bergigen Gelände. Dazu nutzt er unter anderem einen traditionellen Hornschlitten, den sein Vater angefertigt hat. Mit solchen Schlitten seien „früher zentnerschwere Milchkannen oder ganze Kälber transportiert“ worden, so Finkel gegenüber der Süddeutschen Zeitung.
In seiner Werkstatt spannt er die Holzklötze mit Hilfe eines Krans und einer Seilwinde in die Spindel der Drehbank. Die Industriedrehbank, mit der er dabei arbeitet, stammt aus dem Jahr 1905, aus Chemnitz. Gefunden hat er sie auf einer Internetplattform und für seine Zwecke umgebaut. Diese Maschine erfüllt seine Anforderung, auch Rohlinge von mehr als einem Meter Durchmesser und bis zu einer Tonne Gewicht bearbeiten zu können. Die Geschichte des Baums, seinen Standort und die Jahreszeit des Fällens berücksichtigt Finkel bei der Bearbeitung. Sie beeinflussen das Nacharbeiten des Holzes, den „Verzug“, der die Skulpturen nach dem Drechseln noch verändert und den Finkel bewusst bedenkt. Bis zu drei Monate lagern die fertig bearbeiteten Stücke, bevor sie im Ausstellungsraum zum Verkauf stehen.

## Ausstellungen (Auswahl)

### Gruppenausstellungen und Messen
- 2003–2006: Beteiligung an Die Südliche – Jahresausstellung der Bildenden Künstler des Landkreises Oberallgäu[9]
- 2012: Salone del Mobile mit dem italienischen Unternehmen Paola Lenti[10]
- 2012: Formex Designmesse, Stockholm[7]
- 2014: Beteiligung an Die Südliche – Jahresausstellung der Bildenden Künstler des Landkreises Oberallgäu[11]

### Einzelausstellungen
- 2021: Wood Stories, Bayerischer Kunstgewerbeverein, München[12]
- 2022: mehr oder weniger, Landkreisgalerie Passau auf Schloss Neuburg am Inn[13]
- 2023: Christoph Finkel – Bildhauer, Kunstzeche Penzberg e. V. im Museum Penzberg[14]

## Preise
- 1997: Oberallgäuer Kunstpreis[5]
- 2001: 1. Preis der Oberallgäuer Kunstausstellung
- 2001: Kulturpreis des Landkreises Oberallgäu[5]
- 2006: Johann-Georg-Grimm-Preis[8]
- 2014: Kunstpreis des Landkreises Oberallgäu[15]
- 2014: Hessischer Staatspreis für das Deutsche Kunsthandwerk[16]
- 2019: Bayerischer Staatspreis für hervorragende gestalterische und technische Leistungen im Handwerk[17]